# Molkenbrunn
Molkenbrunn ist ein Gemeindeteil der Stadt Naila im oberfränkischen Landkreis Hof in Bayern. Molkenbrunn liegt in der Gemarkung Marlesreuth.

## Geografie
Die Einöde liegt auf einem Höhenzug des Frankenwaldes an der Staatsstraße 2158, die nach Marlesreuth (1 km südwestlich) bzw. nach Naila zur Bundesstraße 173 führt (1,7 km nördlich).

## Geschichte
Molkenbrunn gehörte zur Realgemeinde Marlesreuth. Gegen Ende des 18. Jahrhunderts bestand Molkenbrunn aus zwei Anwesen. Die Hochgerichtsbarkeit hatte das bayreuthische Verwaltungsamt Schwarzenbach am Wald; diese wurde aber auch vom bambergischen Centamt Enchenreuth beansprucht. Die bambergische Amtsverwaltung Marlesreuth war Grundherr der beiden Halbhöfe.
Von 1797 bis 1810 unterstand Molkenbrunn dem Justiz- und Kammeramt Naila. Infolge des Ersten Gemeindeedikts wurde Molkenbrunn dem 1812 gebildeten Steuerdistrikt Culmitz und der zugleich entstandenen Ruralgemeinde Marlesreuth zugewiesen. Im Zuge der Gebietsreform in Bayern wurde Molkenbrunn am 1. Mai 1978 nach Naila eingemeindet.

### Einwohnerentwicklung
| Jahr      | 1819  | 1861   | 1871   | 1885   | 1900   | 1925   | 1950   | 1961   | 1970   | 1987  |
| Einwohner | 14    | 16     | 13     | 21     | 17     | 22     | 16     | 13     | 15     | 5     |
| Häuser    |       |        |        | 1      | 2      | 3      | 2      | 2      |        | 2     |
| Quelle    | [ 7 ] | [ 10 ] | [ 11 ] | [ 12 ] | [ 13 ] | [ 14 ] | [ 15 ] | [ 16 ] | [ 17 ] | [ 1 ] |

## Religion
Molkenbrunn ist evangelisch-lutherisch geprägt und bis heute nach St. Simon und Judas (Marlesreuth) gepfarrt.